# ブラインドネス
『ブラインドネス』（Blindness）は、フェルナンド・メイレレスが監督した2008年の日本・ブラジル・カナダ合作のパニック映画。原作はジョゼ・サラマーゴ著『白の闇』。
第61回カンヌ国際映画祭オープニング作品、第21回東京国際映画祭特別招待作品。

## ストーリー
車を運転中の日本人男性（伊勢谷友介）が突然視力を失った。日本人男性は通りがかりの男（ドン・マッケラー）に助けられてなんとか帰宅するが、普通は失明すると暗くなるはずの視界が白いと訴えている。帰ってきた妻（木村佳乃）と共に眼科に向かうも、医者（マーク・ラファロ）には原因が全く分からない。
その晩、実は車を盗んでいた通りがかりの男や、眼科の待合室にいたサングラスの女など、日本人男性の近くにいた人々が同様に視力を失っていく。朝には街中に失明した人が現れており、政府は早々に深刻な感染症と判断すると、その日の内から失明した人々を感染者として扱い、廃墟になった精神病院を隔離施設にして収容し始める。
眼科の医者も失明して隔離施設の第一病室に入ることになるが、彼の妻（ジュリアン・ムーア）は夫を心配するあまり「自分も失明した」と主張して同行し、一緒に施設へと入ってしまう。隔離施設に次々と感染者がやってくる中、医者の妻だけはいつまで経っても失明せず、失明しているフリをし続けることになる。
隔離施設での生活が始まるが、管理側の軍は非協力的で施設内には感染者しかおらず、日に日に生活環境は悪化していく。外の世界では感染が広がり続けており、施設内に入ってくる感染者は増えるばかりだった。
ある日、第三病室の王を名乗る男（ガエル・ガルシア・ベルナル）が施設に供給される食糧を独占してしまう。彼はなぜか銃を持っており、食糧が欲しければ金目の物や女性を差し出すよう他の病室に通告する。第一病室も仕方なく従って食糧を得るが、弱っていた女性が乱暴な扱いを受けて死んでしまう。激高した医者の妻は第三病室の王に忍び寄り、ハサミで彼を刺し殺す。
騒動が施設中に知れ渡った頃、第一病室の意見は反乱を起こすことで一致していた。医者の妻は目が見えることを打ち明け先導するが、第三病室が炎に包まれていることに気付いて引き返す。皆で隔離施設の外に避難すると外にいるはずの警備兵の姿がなく、人々は街を目指して歩き出した。
街は既に荒廃しており、感染者で溢れている。道中、第一病室の仲間は少しずつはぐれてしまったが、医者の妻は残った仲間と共に自宅に向かう。辿り着いた自宅で一夜を過ごす仲間達は、互いを思いやり、本音を晒しあえる仲になっていた。
朝を迎えて今後の相談をしていると、最初に失明した男の視力が突然元に戻る。驚きと共に、遠からず視力を取り戻せるという希望に仲間達は歓喜する。
しかし、モノローグはこう締めくくる。『そして彼女（医者の妻）は思った。私が見えなくなる番だ』

## 登場人物・キャスト
作中で人物の固有名は登場しない。エンドロールでは登場した順に、「First Blind Man（最初に失明した男）」というような役名が表記されている。
- 医者の妻：ジュリアン・ムーア（吹替：日野由利加）

唯一失明を免れた女性。夫が隔離施設に入る際、自らも失明したと主張して同行する。
- 医者：マーク・ラファロ（吹替：てらそままさき）

最初に失明した男を診察した眼科医。翌朝起きると失明していた。知性と良識のある人物で、第一病室の代表者となる。
- サングラスの女：アリシー・ブラガ（吹替：小松由佳）

眼科の待合室にいた女性。恐らくコールガールであり、客に呼び出されたホテルで失明する。
- 最初に失明した男：伊勢谷友介

作中で最初に失明した日本人男性。妻と共に眼科を訪れる。
- 最初に失明した男の妻：木村佳乃
- 泥棒：ドン・マッケラー（吹替：桐本琢也）

日本人男性を自宅まで送り届けた男。帰りに彼の車を盗んでいたが、検問を恐れて車を乗り捨てた所で失明する。
- 会計士：モーリー・チェイキン
- 少年：ミッチェル・ナイ（英語版）（吹替：小林由美子）

眼科の待合室に母親といた少年。隔離施設に入る際、母親は同行していなかった。
- 黒い眼帯の老人：ダニー・グローヴァー（吹替：側見民雄）

眼科の待合室にいた老人。隔離施設内で隠れてラジオを聞いていたところを医者の妻に見つかり、第一病室で外の様子を語る。
- バーテンダー/第三病室の王：ガエル・ガルシア・ベルナル（吹替：竹若拓磨）

同じ病室にいる元々全盲だった男を味方につけた男。なぜか銃を持っている。
- 厚生労働大臣：サンドラ・オー
- イスラエルの科学者：ニヴ・フィッチマン

## スタッフ
- 監督：フェルナンド・メイレレス
- 製作：ニヴ・フィッチマン、アルドレア・バラタ・ヒベイロ、酒井園子
- 製作総指揮：ゲイル・イーガン、サイモン・チャニング・ウィリアムズ
- 脚本：ドン・マッケラー
- 撮影：セザール・シャローン
- プロダクションデザイン：トゥレ・ペヤク
- 衣装デザイン：レネイ・アプリル
- 編集：ダニエル・レゼンデ
- 音楽：ウアクチ(マルコ・アントニオ・ギマランイス)